# 名誉議長
名誉議長（めいよぎちょう）とは、国家または国際機関、政党などの議長の職にあり、功績顕著であった者に贈呈される称号または栄誉職。類似の職名・称号として名誉共同議長、名誉副議長、名誉チェアマン、名誉議員がある（名誉共同議長、名誉副議長、名誉チェアマンについては本項で解説）。

## 名誉議長

### 国際機関・中央政府の諮問機関における名誉議長
国際社会ではトミー・トンプソンが世界エイズ・結核・マラリア対策基金理事会の議長職を退き名誉議長の称号を贈呈されている。政府機関における名誉議長としては2011年（平成23年）3月11日の東日本大震災の復興を図る政府の諮問機関 東日本大震災復興構想会議では哲学者で大学共同利用機関法人国際日本文化研究センター名誉教授の梅原猛が特別顧問（名誉議長）に就任している。

### 政党における名誉議長
また、共産主義政党、社会主義政党では党内の栄誉職として定められていた例がある。日本では過去に日本共産党において野坂参三、宮本顕治などが名誉議長の職に就任していた（現在は名誉議長、名誉幹部会委員、顧問が名誉役員に一本化された上で再編成され制度廃止）。カンボジアではカンボジア人民党のヘン・サムリンが名誉議長の職を務めている。

## 名誉共同議長

### 政党諮問機関の名誉共同議長
名誉議長に類似した職名として名誉共同議長がある。日本の実業家である原丈人が米国共和党ビジネス・アドバイザリー・カウンシル名誉共同議長を務めているのはその例である。

## 名誉副議長

### 民間団体における名誉副議長
名誉副議長は名誉議長に次ぐ名誉職として置かれる職名の一つ。主な例としては部落解放運動の運動家であった和島為太郎は1934年（昭和9年）から全国部落解放運動連合会大阪府連合会名誉副議長を務め、戦後は部落解放同盟全国委員会大阪府委員会初代委員長、同連合会大阪府連合会顧問を務めていた。

## 名誉チェアマン

### ゴルフクラブの名誉チェアマン
スポーツの分野ではチェアマンを引退した者の栄誉職として名誉チェアマンが任命されることがある。一例として、米国のオーガスタ・ナショナル・ゴルフクラブでは創設者の一人でチェアマンを務めたクリフォード・ロバーツが同クラブの名誉チェアマンを務めているのはその例である。

### 文献資料
- 原丈人著『新しい資本主義：希望の大国・日本の可能性』（PHP出版、2009年）ISBN 4569708323

### 報道資料
- 『読売新聞』1989年6月13日東京夕刊
- 『読売新聞』2007年7月19日東京朝刊
- 『読売新聞』2009年4月14日東京朝刊都民版
- 内閣府ウェブサイト「東日本大震災復興構想会議 検討部会 名簿 (PDF) 』」

### インターネット資料
- 外務省ウェブサイト「トミー・トンプソン世界エイズ・結核・マラリア対策基金理事会名誉議長の来日について」
- TBSウェブサイト「マスターズの軌跡 2人の男の夢」